# Epiphragma (Parepiphragma) perideles
Epiphragma (Parepiphragma) perideles is een tweevleugelige uit de familie steltmuggen (Limoniidae). De soort komt voor in het Australaziatisch gebied.